# Mathematikdidaktik

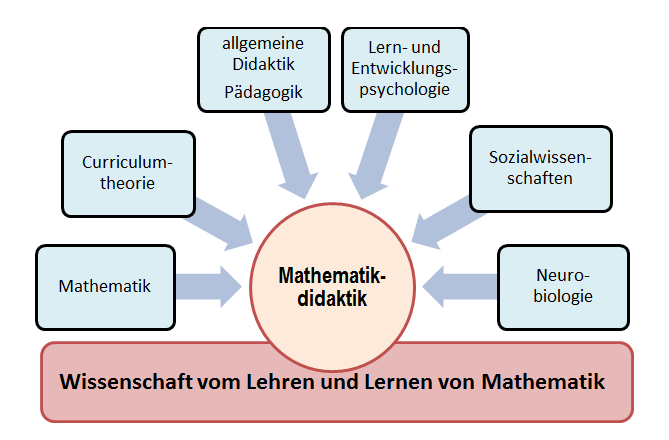
Mathematikdidaktik im Kontext ihrer Einflussgrößen

Mathematikdidaktik ist die Fachdidaktik für das Fach Mathematik und beschäftigt sich als Wissenschaft mit dem Lehren und Lernen von Mathematik für alle Altersstufen. Sie umfasst sowohl Lernziele, Inhalte, Lehrmethoden und Unterrichtsmedien im Mathematikunterricht als auch das Lernverhalten von Schülern. Als Hochschuldisziplin wird Mathematikdidaktik an Pädagogischen Hochschulen und Universitäten gelehrt und ist integraler Bestandteil der Ausbildung für das Lehramt im Fach Mathematik sowie im Lehramt für die Grundschule.
Auf nationaler Ebene organisiert die Gesellschaft für Didaktik der Mathematik zweijährig einen Fachkongress, zuletzt 2022 in Frankfurt am Main. Überwiegend ein Lehrerverband ist bereits seit 1891 der MNU. Die internationale Gesellschaft für Mathematikdidaktik ist die 1908 gegründete International Commission on Mathematical Instruction (ICMI), die alle vier Jahre den International Congress on Mathematical Education (ICME) ausrichtet.

## Aufgabenbereiche
Der Kasseler Mathematikdidaktiker Heinz Griesel (1931–2018) definiert sein Fach schulpragmatisch:

„Wissenschaft von der Entwicklung praktikabler Kurse für das Lernen im Bereich der Mathematik sowie der praktischen und empirischen Überprüfung der Kurse einschließlich der Überlegungen zur Zielsetzung der Kurse und der Stoffauswahl“

Die wesentliche Aufgabe besteht darin, Lehren und Lernen von Mathematik in Kursen hinsichtlich der Ziele, Bedingungen und Methoden zu erforschen und zu verbessern. Die Mathematikdidaktik besitzt demnach sowohl einen normativen, als auch deskriptiven und empirischen Charakter. Doch gibt es nach Heinz Steinbring (Dortmund) fachliche Differenzen zum modernen Selbstverständnis des Faches. Er formuliert weniger konkret: „Wissenschaftlicher Gegenstand der Mathematikdidaktik sind soziale Vermittlungsprozesse mathematischen Wissens in verschiedenen praktischen Kontexten – insbesondere mathematische Unterrichts- und Kommunikationsprozesse.“ Der Unterschied zeigt sich nach Erich Wittmann vor allem im Grundschul- und nicht-gymnasialen Unterricht, der nicht von der fachlichen, perfekten Systematik aufgebaut werden darf, sondern die Lernwege der Kinder zum Ausgangspunkt machen muss.
Traditionell vorherrschender Teil ist die Organisation von Lernprozessen im Mathematikunterricht als Praxisaufgabe für die Grundschule und die Sekundarstufen bis zum Abitur sowie in der Berufsschule. Die Mathematikdidaktik formuliert präskriptive Aussagen, welche Inhalte und Unterrichtsmethoden effektiv und sinnvoll sind, konstruiert und entwickelt u. a. Curricula, Lehrverfahren, Lernmaterialien, verbindet und systematisiert integrativ verschiedene Dimensionen des Handlungsfeldes von Mathematiklehrkräften. In diesem Sinn lässt sich die Mathematikdidaktik als „Berufsdisziplin des Mathematiklehrers“ auffassen, die im Rahmen der Hochschulausbildung und durch Fortbildungs- bzw. Weiterbildungsangebote erarbeitet wird. Für die Fortbildung ist die erste deutschlandweite Einrichtung seit 2011 das Deutsche Zentrum für Lehrkräftebildung Mathematik. Als freier Träger ist bundesweit das Projekt „Teachers Teaching with Technology“ (kurz: T³) tätig. Neben Forschungsarbeiten für den Bereich der allgemeinbildenden Schulen gibt es weitere berufsbezogene Aufgabenfelder wie Berufsausbildung, Studium an Hochschulen, Erwachsenenbildung, in die spezielle fachdidaktische Aspekte einfließen können.
Außerdem existieren neben der allgemeinen Fachdidaktik spezielle didaktische Überlegungen zu bestimmten Zielgruppen wie beispielsweise Grundschülern oder Teilgebieten der Mathematik wie Didaktik der Analysis, der Geometrie, der Algebra, der Arithmetik oder der Stochastik.
Eine wesentliche Rolle spielen die im Unterricht gestellten Aufgaben. Im Rahmen einer Aufgabendidaktik nennt beispielsweise der Fachdidaktiker Timo Leuders (PH Freiburg i. B.) folgende Dimensionen von Aufgabenqualität: Authentizität, Bedeutsamkeit, Relevanz, Offenheit und Aufforderungscharakter.
Weiter nimmt auf die Leistung der Schüler und ihre emotionale Beziehung zur Mathematik die unterrichtende Lehrkraft Einfluss, deren didaktische Kompetenz Karl Hehl noch gutgläubig in folgender Aussage zusammenfasst: „Ein guter Mathematiklehrer ist ein Lehrer, der sein Wissen und seine Liebe zur Mathematik an seine Schüler weitergibt, sodass auch die Schüler die Auseinandersetzung mit Mathematik genießen können.“ Die Erforschung subjektiver Theorien und Handlungsmuster von Mathematiklehrern ist inzwischen ein breites Forschungsgebiet. Eine große Herausforderung stellt der wachsende Anteil von Quereinsteigern im Fach Mathematik dar, für die neue Formen der Aus- und Fortbildung zu finden sind.
Neuere Forschungen in der Fachdidaktik knüpfen an theoretische Analysen sowie vorhandene, auf qualitativen und quantitativen Studien basierenden Forschungsergebnisse an und nutzen systematisch empirische Methoden, um offene theoretische Fragen zu klären. Die Forschungsprojekte sind sehr vielfältig. Beispiele sind u. a. das Gebiet der „Mathematikdidaktik als design science“ und in kleinerem Rahmen die „Fehler-Didaktik“.

### Bezugswissenschaften
Die Mathematikdidaktik lässt sich nicht isoliert betrachten, sondern wendet Methoden und Resultate anderer wissenschaftlicher Disziplinen an oder berücksichtigt deren Erkenntnisse und Erfahrungen. Bezugswissenschaften sind als erstes die Mathematik selbst, die den Lerngegenstand stellt, und weiterhin die Pädagogik, die Psychologie, die allgemeine Didaktik, die Sozialwissenschaften, die Neurobiologie, die Erkenntnistheorie und die Bildungsforschung. Zusätzlich können im Bereich von Anwendungen beispielsweise Felder wie Alltag oder Kunst tangiert werden.

## Didaktische Prinzipien
Die Mathematikdidaktik lässt sich bezogen auf ihren Lerninhalt, die Mathematik, als übergeordnet auffassen, da sie über Erkenntnisweisen des Fachs nachdenkt und didaktische Prinzipien zentral einbezieht. Letztere stellen normative Kriterien in den Mittelpunkt, anhand derer Mathematikunterricht geplant und beurteilt werden kann. Sie sind zunächst nicht unbedingt mathematikspezifisch, aber einige Prinzipien haben eine besondere Bedeutung für das Lehren und Lernen der Mathematik. Hier ist anzumerken, dass für die normativen Aussagen gesellschaftliche Bezugspunkte benötigt werden und die Entscheidung über die Lerninhalte sowie die Ziele von Bildung und Erziehung als politisch-rechtlich determiniert zu begreifen ist.
In der mathematikdidaktischen Literatur sind eine Reihe von Prinzipien zu finden. Als grundlegend gelten:
- Spiralprinzip im Lernprozess, das auf Jerome Bruner zurückgeht,
- genetisches Prinzip nach Alexander Israel Wittenberg (verbunden mit)
- exemplarisches Prinzip nach Martin Wagenschein[27],
- Prinzip des (nach)entdeckenden Lernens nach Hans Freudenthal und Heinrich Winter[28],
- Operatives Prinzip (verinnerlichtes Handeln)[29], das Jean Piaget und sein Schüler Hans Aebli benannten,
- Prinzip der dreifachen Repräsentation (E-I-S-Prinzip) nach Bruner: enaktiv (Handlung) – ikonisch (Bild) – symbolisch (Zeichen, Formeln)
- Prinzip der Darstellungsvernetzung.[30]

Hieraus lassen sich weitere methodische Konzeptionen wie der handlungsorientierte, der anwendungsorientierte oder auch der problemorientierte Unterricht ableiten.

## Konsequenzen für den Mathematikunterricht
Gesellschaftlich zentral ist die Frage nach der Legitimation, inwieweit Mathematikunterricht überhaupt oder wie lange notwendig ist und mit welchen Argumenten dies begründet werden kann. Gefragt ist, ob Mathematikunterricht für den Einzelnen und die Gesellschaft wirklich so wichtig ist, dass jeder verbindlich daran teilnehmen muss oder das Abitur davon abhängt. Hans Werner Heymann beantwortete dies 1996 durch eine Orientierung an der Allgemeinbildung als Teil des Allgemeinwissens. Lutz Führer bekräftigt differenziert diese Argumentation, verlangt aber eine Modernisierung. Schon laut Piaget dient Mathematik als Instrument zur Erforschung kindlicher Denkvorgänge und der psychischen und intellektuellen Fähigkeiten von Kindern. Die Beschäftigung mit Mathematik kann Schülern schon früh die Möglichkeit geben, Erfahrungen mit wissenschaftlichen – im Sinne von wissenschaftspropädeutischen – Arbeitsweisen zu machen und sich mit einer mathematischen Beschreibung der Wirklichkeit auseinanderzusetzen. Eine Gegenposition vertritt Lothar Profke (nur „Wahlfach für interessierte Schüler und mit gut qualifizierten Lehrern“) und bestreitet den allgemeinbildenden Charakter zumindest für Teile der höheren Mathematik. Unter den Oberstufenanforderungen der Bundesländer ist die Bandbreite der politischen Einstufung zu erkennen: Mathematik ist nur im Grundfach zu belegen oder muss ein Prüfungsfach sein oder muss sogar Leistungsfach sein.
Laut Heinrich Winter (2015) soll der Mathematikunterricht anstreben zur Allgemeinbildung beizutragen, indem er drei Grunderfahrungen ermöglicht:
- (G1) »Erscheinungen der Welt um uns, die uns alle angehen oder angehen sollten, aus Natur, Gesellschaft und Kultur, in einer spezifischen Art wahrzunehmen und zu verstehen«
- (G2) »mathematische Gegenstände und Sachverhalte, repräsentiert in Sprache, Symbolen, Bildern und Formeln, als geistige Schöpfungen, als eine deduktiv geordnete Welt eigener Art kennen zu lernen und zu begreifen«
- (G3) »in der Auseinandersetzung mit Aufgaben Problemlösefähigkeiten, die über die Mathematik hinaus gehen, (heuristische Fähigkeiten) zu erwerben«.

Die nach dem PISA-Schock von der KMK 2003 formulierten nationalen Bildungsstandards Mathematik zielen auf eine Überprüfbarmachung und damit Standardisierung mathematischer Kompetenzen ab. Sie sind als Leistungsstandards, nicht als Unterrichtsstandards aufzufassen und sollen bewusst kreative Freiräume zulassen. Sie bilden ein Instrument eines umfangreichen Bildungsmonitorings, das zur Aufgabe besonders der Mathematikdidaktik geworden ist, weil Leistungen in Mathematik als am besten messbar gelten und daher annähernd objektive Aussagen zum schulischen Leistungsstand ermöglichen. Dazu gehören bundesweite Leistungsüberprüfungen VERA (Vergleichsarbeiten in der Schule), die regelmäßig vom Institut zur Qualitätsentwicklung im Bildungswesen Berlin ausgerichtet werden und in die Bildungsberichterstattung einfließen. Das stark defizitäre Erreichen der Mindeststandards Mathematik in der Grundschule führte Ende 2022 zu einer intensiven, vorwurfsreichen Debatte über die Ursachen und um den Kurs der deutschen Bildungspolitik.

## Geschichte

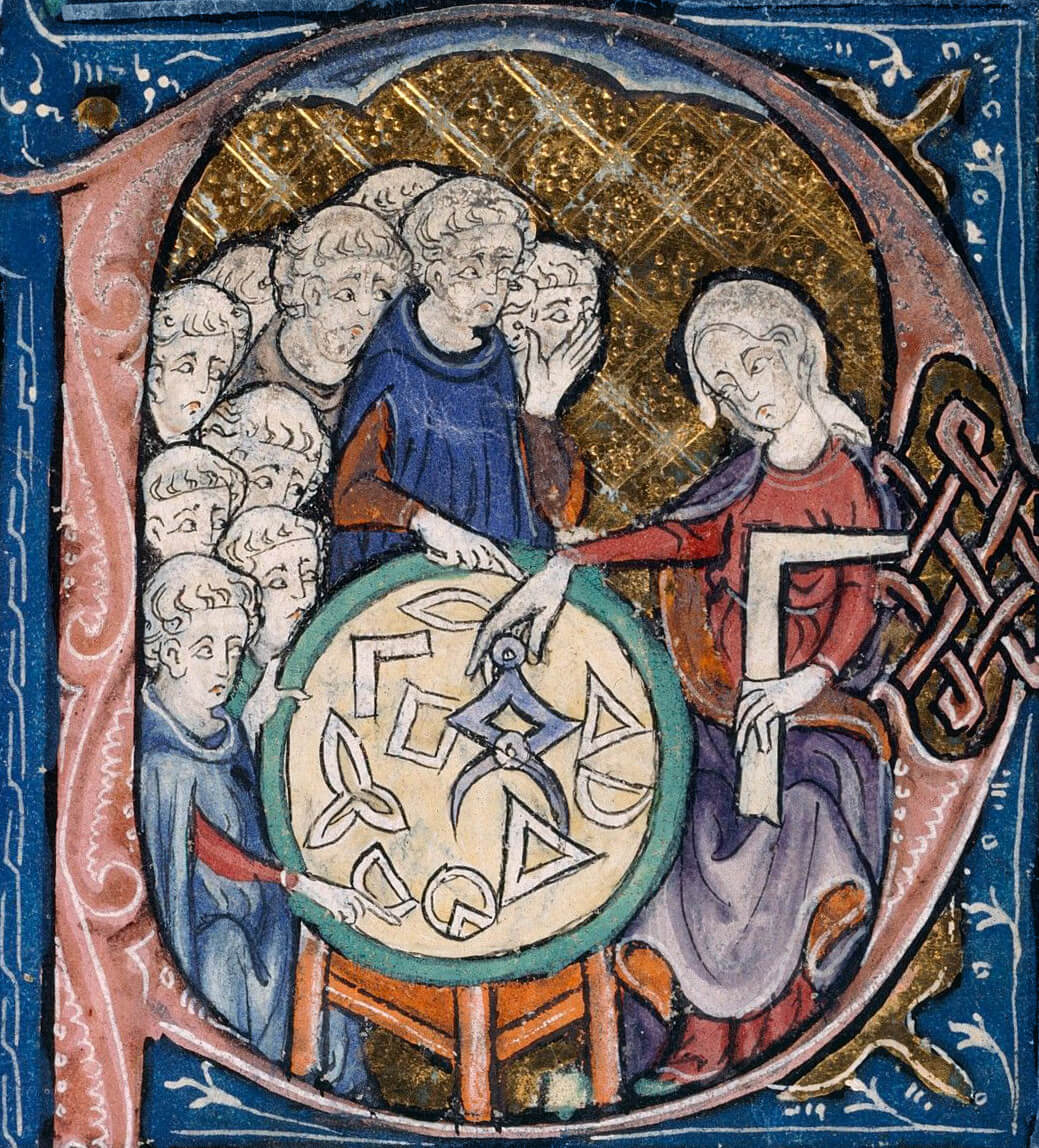
Geometrieunterricht, Illustration auf einer mittelalterlichen Ausgabe der Elemente des Euklid

Schon weit vor der Entstehung von Mathematikdidaktik als eigener Disziplin gab es entsprechende Überlegungen, die  eng mit der Entwicklung der Mathematik verbunden waren. Während sich in der Antike in Babylon (Feldmessung, Astronomie) und Ägypten (Bautechnik) überwiegend die Elementarmathematik Beachtung fand, umrahmten insbesondere Griechen wie Pythagoras, Platon, Aristoteles und Euklid Mathematik mit philosophischen Fragestellungen. Letzterer schrieb eines der ersten mathematischen Lehrbücher, „Die Elemente“. Im Mittelalter wurden mathematische Fächer wie Arithmetik und Geometrie im Rahmen des Quadrivium unterrichtet. Als erste didaktische Werke für einen Mathematikunterricht lassen sich die Rechenbücher von Adam Ries auffassen. Mit der Zunahme des Handels erhielt insbesondere das kaufmännische Rechnen im Schulunterricht eine Bedeutung. Lehrlinge von wie Handwerkern, Geldverleihern, Kaufleuten erlernten berufsbezogene, mathematische Fähigkeiten. Zunächst bildeten sich historisch bedingt themenspezifische pragmatische Regeln heraus: Arithmetik, Geometrie, Trigonometrie, wobei ein fragend-entwickelnder Unterrichtsstil vorherrschte.
Als wissenschaftliche Disziplin ist die Mathematikdidaktik ein eher junges Gebiet seit dem 19. Jahrhundert. Nachhaltig wurde sie im Gymnasium durch das Humboldtsche Bildungsideal geprägt, das einhergeht mit der bildungspolitischen Konzeption des Neuhumanismus und dem Ziel einer Erziehung zur Selbständigkeit und zur Persönlichkeitsentfaltung. Die dreigliedrige Trennung in verschiedene Schulformen wie Volksschule und höhere Schule sowie die Geschlechtertrennung in Höhere Töchterschulen nur für Mädchen ließ schwerpunktbezogene Mathematikdidaktiken aufkommen. Besonderen Einfluss auf den Unterricht hatte die Einführung des dezimalen Maßsystems. Gegen Ende des 19. Jahrhunderts wandelte sich die Mathematikdidaktik von einer allgemeinen, erfahrungsgestützten Lehre zu einer zunehmend empirischen Wissenschaft. Im Jahr 1893 wurde ein Lehrstuhl für Mathematikdidaktik an der Georg-August-Universität Göttingen errichtet. Als weiterer Meilenstein lässt sich die Meraner Konferenz im Jahr 1905 auffassen, bei der insbesondere Felix Klein Mathematikunterricht als eine wichtige Aufgabe der Erziehung zum funktionalen Denken hervorhob und sich für die Aufnahme von Analysis in den Lehrplan aussprach. Gleichzeitig begann eine intensive internationale Zusammenarbeit. 1908 wurde auf dem vierten internationalen Mathematikerkongress in Rom die „Internationale Mathematische Kommission“ (IMUK) mit Klein als Vorsitzendem gegründet. In der Zeit des Nationalsozialismus wurden die Mathematik und ihre Didaktik nationalistischen, rassistischen und militärischen Zielen untergeordnet und im Zusammenhang mit Anwendungen der Rassenstatistik, Aerostatik, Aerodynamik und Ballistik thematisiert. Vertreter einer solchen Fachdidaktik waren etwa Erich Günther, Kuno Fladt und Karl Hahn, die als Pädagogen über den NS-Lehrerbund auch schulpolitischen Einfluss ausübten. 
Nach dem Zweiten Weltkrieg beeinflusste insbesondere Walter Lietzmann die Methodik in der Mathematikdidaktik. In den 1960er-Jahren schlugen sich die Diskussionen um unterrichtliche Konzeptionen wie den genetischen, anwendungs- oder problemorientierten sowie handlungsorientiert-emanzipatorischen Unterricht in der Mathematikdidaktik nieder. Die in den 1960er-Jahren aufkommende Neue Mathematik, die der Mengenlehre einen größeren Raum einräumte, stieß auf den Widerspruch der Realistischen Mathematischen Erziehung. Die in den 1980er-Jahren beginnende Technisierung beispielsweise durch die Einführung des Taschenrechners fand ebenso Beachtung und wurde maßgeblich durch Hans-Georg Weigand geprägt. Seitdem hat sich die Mathematikdidaktik weiter als Hochschuldisziplin etabliert und trägt maßgeblich zur Qualifikation von Mathematiklehrenden bei.
1975 wurde auf dem 9. Bundeskongress der Mathematikdidaktik die „Gesellschaft für Didaktik der Mathematik“ (GDM) gegründet, die sich als wissenschaftliche Vereinigung mit dem Ziel versteht, die Didaktik der Mathematik – insbesondere in deutschsprachigen Ländern – zu fördern und mit entsprechenden Institutionen in anderen Ländern zusammenzuarbeiten. 1975 fand auch der erste „Weltkongress der Mathematikdidaktik“ an der Universität Karlsruhe statt, der im Jahr 2016 (ICME) erneut in Deutschland an der Universität Hamburg tagte.
1977 wurde die „Mathematik-Unterrichts-Einheiten-Datei“ (MUED), eine selbstverwaltete Organisation von Mathematiklehrerinnen und -lehrern aller Schularten, mit der Idee ins Leben gerufen, anwendungsbezogenen Mathematikunterricht zu entwickeln, zu erproben und sich darüber auszutauschen.
Weiterhin hatten Entwicklungen wie die Saarbrücker Rahmenvereinbarung der Nachkriegsjahre, bei der Mathematik als Pflichtfach aufgeführt war, die Reform der gymnasialen Oberstufe in den 1970er-Jahren, als sie nach einem Minimum teilweise abwählbar wurde und kein obligatorisches Prüfungsfach mehr sein musste, sowie die 2003 von der deutschen Kultusministerkonferenz als Folge der PISA-Studie eingeführten Bildungsstandards Einfluss auf die Mathematikdidaktik. Auch in anderen Ländern wie beispielsweise dem Vereinigten Königreich und den Vereinigten Staaten sind vergleichbare Standards definiert worden. Die Ergebnisse des Mathematikunterrichts der DDR belegen eine hochentwickelte Fachdidaktik, wobei dort mehrheitlich Frauen den Mathematikunterricht erteilten (heute unter Gendergesichtspunkt relevant).
Im Rahmen der didaktischen Auseinandersetzungen, wie Mathematikunterricht an den Schulen und Hochschulen besser vermittelt werden kann, stellt sich in der Bundesrepublik (im Gegensatz zu Ländern wie Frankreich) die Frage, wieso immer weniger Personen den Beruf des Mathematikers trotz guter Berufsaussichten ergreifen wollen und trotz des Anwendungsbezugs anscheinend ein gesellschaftlich sogar anerkanntes Desinteresse an der Mathematik vorherrscht.

### Bücher
- Helge Lenné: Analyse der Mathematikdidaktik in Deutschland. Aus dem Nachlass herausgegeben von Walter Jung, Klett 1969, 2. Auflage 1975 (Geschichte der Mathematikdidaktik in Deutschland bis 1969)
- Hans-Georg Steiner (Hrsg.): Didaktik der Mathematik. Wissenschaftliche Buchgesellschaft, Darmstadt 1978, ISBN 3-534-06005-9.
- Gerhard Becker (Hrsg.): Klassiker der Mathematikdidaktik. 1984.
- Heinz Jörg Claus: Einführung in die Didaktik der Mathematik. Wissenschaftliche Buchgesellschaft, Darmstadt 1989, ISBN 3-534-08736-4.
- Friedrich Zech: Grundkurs Mathematikdidaktik. Theoretische und praktische Anleitungen für das Lehren und Lernen von Mathematik. Beltz, Weinheim/Basel 2002, ISBN 3-407-25216-1.
- Rotraud Dröge, Wilhelm Schipper: Handbuch für den Mathematikunterricht 1.- 4. Schuljahr. Westermann, Braunschweig 2015, ISBN 3-507-34071-2.
- Daniela Götze: Das KIRA-Buch: Kinder rechnen anders. Verstehen und Fördern im Mathematikunterricht. Hannover 2019, ISBN 978-3-7727-1352-1.
- Maike Abshagen, Bärbel Barzel, Jürg Kramer, Thomas Riecke-Baulecke, Bettina Rösken-Winter: Basiswissen Lehrerbildung: Mathematik unterrichten. 2. Auflage. Seelze 2021, ISBN 978-3-7727-1084-1.
- Bärbel Barzel, Timo Leuders: Mathematik-Methodik. Handbuch für die Sekundarstufe I und II. 11. Auflage. Cornelsen, Berlin 2018, ISBN 978-3-589-22378-7.
- Friedhelm Padberg: Didaktik der Arithmetik. 5., überarb. Auflage 2020. Berlin 2020, ISBN 978-3-662-61623-9.
- Kristina Reiss: Grundlagen der Mathematikdidaktik: eine Einführung für den Unterricht in der Sekundarstufe. Birkhauser, 2021, ISBN 978-3-03065429-0.
- Günther Malle: Didaktische Probleme der elementaren Algebra. Springer, 1993, ISBN 978-3-528-06319-1.

### Fachdidaktische Zeitschriften
- mathematik lehren, Friedrich Verlag
- Der Mathematikunterricht, Friedrich Verlag
- Mathematik differenziert, Westermann Verlag
- Praxis der Mathematik in der Schule, Aulis Verlag
- Educational Studies in Mathematics, Springer Verlag
- L’Enseignement mathématique, EMS[60]
- Journal für Mathematik-Didaktik, offizielles Organ der GDM
- Zeitschrift für Mathematikdidaktik in Forschung und Praxis, Online-Zeitschrift der GDM
- The Mathematics Teacher, Zeitschrift des National Council of Teachers of Mathematics
- Journal for Research in Mathematics Education, Zeitschrift des National Council of Teachers of Mathematics
- Educational Studies in Mathematics, Springer